# Вельзик
Вельзи́к (фр. и окс. Velzic) — коммуна во Франции, находится в регионе Овернь. Департамент — Канталь. Входит в состав кантона Орийак-4. Округ коммуны — Орийак.
Код INSEE коммуны — 15252.
Коммуна расположена приблизительно в 430 км к югу от Парижа, в 100 км юго-западнее Клермон-Феррана, в 13 км к северо-востоку от Орийака.

## Население
Население коммуны на 2008 год составляло 391 человек.
| 1962 | 1968 | 1975 | 1982 | 1990 | 1999 | 2008 |
| ---- | ---- | ---- | ---- | ---- | ---- | ---- |
| 292  | 326  | 371  | 359  | 364  | 378  | 391  |

## Экономика
В 2007 году среди 252 человек в трудоспособном возрасте (15—64 лет) 176 были экономически активными, 76 — неактивными (показатель активности — 69,8 %, в 1999 году было 71,0 %). Из 176 активных работали 160 человек (87 мужчин и 73 женщины), безработных было 16 (11 мужчин и 5 женщин). Среди 76 неактивных 16 человек были учениками или студентами, 25 — пенсионерами, 35 были неактивными по другим причинам.

## Достопримечательности
- Замок Клавьер[фр.] (XVII век). Памятник истории с 1978 года[3]
- Руины башни Фалье[фр.] (XI век)
- Церковь Рождества Пресвятой Богородицы (XIX век)

## Фотогалерея
- Плато Куайан
- Руины башни Фалье
- Карта коммуны